# 충 (사주팔자)
충(沖)은 두 천간·지지의 기운이 서로 충돌하는 것을 말한다. 충에는 천간 간의 충인 천간충(天干沖)과 지지 간의 충인 지지충(地支沖)이 있다. 충은 명리학에 있어서 안 좋은 영향을 주는 일이 많지만, 서로 견제하는 역할을 하기 때문에 좋은 영향을 주기도 한다.

## 천간충
천간충은 두 천간의 기운이 서로 충돌하는 것을 말한다. 천간합의 종류에 관해서는 여러 논란들이 있다. 4가지로 보는 자도 있고, 10가지로 보는 자도 있다. 우선 10가지로 보는 측에서는 각 천간마다 합 관계를 맺는 천간이 각각 존재하니, 충 관계를 맺는 천간도 각각 존재한다는 입장을 내세우고 있다. 반면, 4가지로 보는 측에서는 충이라는 것은 서로 상반되는 관계에서 형성하는 것이기 때문에 천간의 경우에는 목(木)과 금(金)의 관계에서, 화(火)와 수(水)의 관계에서만 충이 형성된다고 보고 있다. 천간충의 종류는 다음과 같으며, 이는 목극토(木剋土), 토극수(土剋水). 수극화(水剋火), 화극금(火剋金), 금극목(金剋木), 상극에 기반을 둬서 형성되는 거다.
| 극하는 천간 | 극받는 천간 | 4천간충의 인정 여부 |
| ----------- | ----------- | ------------------- |
| 甲          | 戊          | ×                   |
| 乙          | 己          | ×                   |
| 丙          | 庚          | ×                   |
| 丁          | 辛          | ×                   |
| 戊          | 壬          | ×                   |
| 己          | 癸          | ×                   |
| 庚          | 甲          | ○                   |
| 辛          | 乙          | ○                   |
| 壬          | 丙          | ○                   |
| 癸          | 丁          | ○                   |

위 표에 따르면 목극토, 화극금, 토극수의 관계에 있는 극은 충이 형성하지 않고, 금극목과 수극화는 서로 상반되는 오행 관계이기 때문에 충이 형성한다는 것이 4가지로 보는 측들의 입장이다. 이때, 단순한 극 관계의 경우에는 갑극무(甲剋戊), 을극기(乙剋己), 병극경(丙剋庚) 등으로 부르고, 충하는 관계의 경우에는 갑경충(甲庚沖), 을신충(乙辛沖), 병임충(丙壬沖), 정계충(丁癸沖)이라고 부른다. 풍수지리학의 곽박 시절에는 무기충(戊己沖)을 사용하기도 했다.

## 지지충
지지충은 두 지지의 기운이 서로 충돌하는 것을 말한다. 지지합은 총 6가지가 있다. 여기에서 눈여겨 볼 것은 생지(生支)는 생지끼리, 왕지(旺支)는 왕지끼리, 고지(庫支)는 고지끼리 충하다는 것이다. 또 다른 특징은 서로 상반되는 오행에서 충하는 관계가 발생한다는 것이다. 토(土)의 경우에는 각 계절의 고지이기 때문에 서로 반대되는 계절의 고지 간에 충한다.
| 지지 1 | 지지 2 | 생·왕·고 |
| ------ | ------ | -------- |
| 子     | 午     | 왕지     |
| 丑     | 未     | 고지     |
| 寅     | 申     | 생지     |
| 卯     | 酉     | 왕지     |
| 辰     | 戌     | 고지     |
| 巳     | 亥     | 생지     |

명칭을 부를 때는 천간충과 마찬가지로 자오충(子午沖), 축미충(丑未沖), 인신충(寅申沖), 묘유충(卯酉沖), 진술충(辰戌沖), 사해충(巳亥沖)이라고 부른다.

## 같이 보기
- 사주팔자
- 합
- 형
- 파
- 해